# John O'Sullivan
John O'Sullivan (Cork, Irlanda, 1877 - 1955) fou un cantant del Regne Unit.
Estudià al Conservatori de París i el 1912 es presentà per primera vegada en públic. El 1814 fou contractat per l'Òpera de París, on hi va romandre fins al 1922, cas insòlit tractant-se d'un artista estranger.
El 1922 va rebre la seva consagració a Itàlia, cantant amb èxit en els principals teatres. Posteriorment va actuar a Madrid i en el Gran Teatre del Liceu de Barcelona i Amèrica del Sud i del Nord.